# Cylindroiulus broti
Cylindroiulus broti är en mångfotingart som först beskrevs av Jean-Henri Humbert 1893.  Cylindroiulus broti ingår i släktet Cylindroiulus och familjen kejsardubbelfotingar. Inga underarter finns listade i Catalogue of Life.